# Ander Guevara
Ander Guevara Lajo (Vitoria, 7 luglio 1997) è un calciatore spagnolo, centrocampista dell'Alavés.

## Caratteristiche tecniche
È un centrocampista centrale.

## Carriera
Cresciuto nel settore giovanile della Real Sociedad, ha esordito in prima squadra il 26 ottobre 2017 disputando l'incontro di Coppa del Re vinto 1-0 contro lo Lleida. L'8 aprile 2023 mette a referto la sua 100ª presenza con la società basca, nella partita vinta per 2-0 contro il Getafe. Il 9 luglio successivo, dopo una carriera intera passata alla Real Sociedad, passa all'Alavés.

## Statistiche
Statistiche aggiornate al 26 maggio 2024.

### Presenze e reti nei club
| Stagione               | Squadra                | Campionato             | Campionato | Campionato | Coppe nazionali | Coppe nazionali | Coppe nazionali | Coppe continentali | Coppe continentali | Coppe continentali | Altre coppe | Altre coppe | Altre coppe | Totale | Totale | Totale |
| Stagione               | Squadra                | Comp                   | Pres       | Reti       | Comp            | Pres            | Reti            | Comp               | Pres               | Reti               | Comp        | Pres        | Reti        | Pres   | Reti   |        |
| ---------------------- | ---------------------- | ---------------------- | ---------- | ---------- | --------------- | --------------- | --------------- | ------------------ | ------------------ | ------------------ | ----------- | ----------- | ----------- | ------ | ------ | ------ |
| 2016-2017              | Real Sociedad B        | SDB                    | 13         | 0          |                 | -               | -               |                    | -                  | -                  |             | -           | -           | 13     | 0      |        |
| 2017-2018              | Real Sociedad B        | SDB                    | 34         | 0          |                 | -               | -               |                    | -                  | -                  |             | -           | -           | 34     | 0      |        |
| 2018-2019              | Real Sociedad B        | SDB                    | 26         | 1          |                 | -               | -               |                    | -                  | -                  |             | -           | -           | 26     | 1      |        |
| Totale Real Sociedad B | Totale Real Sociedad B | Totale Real Sociedad B | 73         | 1          |                 | -               | -               |                    | -                  | -                  |             | -           | -           | 73     | 1      |        |
| 2017-2018              | Real Sociedad          | PD                     | 0          | 0          | CR              | 1               | 0               | UEL                | 0                  | 0                  |             | -           | -           | 1      | 0      |        |
| 2018-2019              | Real Sociedad          | PD                     | 1          | 0          | CR              | 0               | 0               |                    | -                  | -                  |             | -           | -           | 1      | 0      |        |
| 2019-2020              | Real Sociedad          | PD                     | 14         | 0          | CR              | 7               | 0               |                    | -                  | -                  |             | -           | -           | 21     | 0      |        |
| 2020-2021              | Real Sociedad          | PD                     | 31         | 1          | CR              | 1               | 0               | UEL                | 5                  | 0                  | SdE         | 1           | 0           | 38     | 1      |        |
| 2021-2022              | Real Sociedad          | PD                     | 17         | 0          | CR              | 4               | 0               | UEL                | 3                  | 0                  |             | -           | -           | 24     | 0      |        |
| 2022-2023              | Real Sociedad          | PD                     | 8          | 0          | CR              | 3               | 0               | UEL                | 5                  | 1                  |             | -           | -           | 16     | 1      |        |
| Totale Real Sociedad   | Totale Real Sociedad   | Totale Real Sociedad   | 71         | 1          |                 | 16              | 0               |                    | 13                 | 1                  |             | 1           | 0           | 101    | 2      |        |
| 2023-2024              | Alavés                 | PD                     | 37         | 1          | CR              | 3               | 0               | -                  | -                  | -                  | -           | -           | -           | 40     | 1      |        |
| Totale carriera        | Totale carriera        | Totale carriera        | 181        | 3          |                 | 19              | 0               |                    | 13                 | 1                  |             | 1           | 0           | 214    | 4      |        |

## Palmarès

### Competizioni nazionali
- Coppa di Spagna: 1

Real Sociedad: 2019-2020